# Kàhina
La Kàhina (amazic: ⴷⵉⵃⵢⴰ; amazic cabilenc: Kahina; àrab: الكاهنة, al-Kāhina, literalment ‘la Sacerdotessa’ o ‘l'Endevinadora’), malnom de Dihya (àrab: ديهيا, Dīhyā), va ser una reina amaziga dels zanates de l'Aurès, que va dirigir la resistència a la conquesta àrab al final del segle vii.
Tant el nom com la genealogia de la Kàhina són dubtosos. Al costat de Dihya, les fonts l'anomenen també Dahya, Dàhiya, Damya o Dàmiya, de la mateixa manera que tant la fan filla de Tàtit, és a dir, Dihya bint Tàtit, com filla de Màtiya (= Mateu, Maties), fill de Tífan (= Teòfanes), Diyha bint Màtiya ibn Tífan.
La Kàhina és un personatge misteriós, que per a uns era pagana (segons Sad Zaghul Abd al-Hamid), per a altres jueva (tesi de H. Z. Hirschberg, P. Sebag i d'altres), i per a altres cristiana (M. Talbi, que la fa una amaziga romanitzada). Segons Ibn Khaldun, en aquest temps, moltes tribus amazigues eren jueves i especialment esmenta com a jueus els jarawa, nafusa, fendelawa, mediuna, behlula, ghiata i fazaz. La Kàhina es valia de supersticions i ritus de màgia endevinatoris (com la lectura de les pedretes) i profètics; es diu que va ser ella la que va ordenar matar Uqba ibn Nafi a Tahuda, a l'Aurès, el 684, quan retornava de la seva expedició a l'oest, on havia estat derrotat pels amazics.

## Història
Les terres dels amazics havien estat unificades contra l'invasor per Kosayla. El 686, Kosayla fou derrotat i mort per un exèrcit dirigit per Zuhayr ibn Qays al-Balawí. La successió de Kosayla la va assumir aquesta dona excepcional, de la tribu djerawa o jarawa dels zenates, escollida com a cap per l'assemblea de les tribus confederades, coneguda com a Confederació Butr (o Botr), a la regió de l'Aurès oriental, de la qual formaven part els butr, els maghrawa i els Banu Ifran, entre d'altres. Quasi tota Ifríqiya es va posar al seu costat.
El governador Zuhayr ibn Qays al-Balawí (682-688) va morir vers el 688 en lluita contra els romans d'Orient després d'haver evacuat Ifríqiya. La crisi del califat en aquesta època va retardar la reacció àrab i no se'n va nomenar successor. Així, l'estat amazic va tenir un temps de tranquil·litat.
Finalment, Hassan ibn an-Numan al-Ghassaní fou nomenat governador àrab vers 692 o 693; es va dirigir a Ifríqiya amb un exèrcit. Va conquerir Cartago, que va devastar, i els habitants de la qual van fugir amb vaixells cap a Sicília. Els romans i els seus aliats amazics foren perseguits per la regió de Bizerta i els va derrotar, i rebutjà els grecs cap a Béja (Vaga) i els amazics cap a Bona. Després d'una parada a Kairuan, va marxar contra la reina Kàhina, va rodejar la fortalesa de Madjdjana i es va acostar al riu Miskyana o Meskiana. Kàhina va destruir fins als fonaments Baghaya, que n'era probablement la capital i volia impedir que caigués en mans dels àrabs, i els va esperar a la vora del riu, entre Tebessa i Aïn Beïda, a la regió de Constantina; amb una excel·lent tàctica, va sorprendre les forces àrabs del governador Hassan en un lloc probablement a la vora del uadi Nini (16 km al sud d'Aïn Beïda); les forces àrabs es van desbandar i foren perseguides fins a Gabès (vers 693), on la resta de l'exèrcit àrab fou aniquilat i el governador i els seus soldats van haver de sortir d'Ifríqiya i no van parar fins a 4 dies de marxa a l'est de Trípoli de Líbia (vers 694); la Batalla de la Meskiana fou coneguda com a Batalla dels camells, i el rierol fou anomenat pels àrabs Nahr al-Bala ('Riu de la Prova') o Wadi l-Adhara ('Vall de les Verges', possible referència a la direcció femenina de les forces amazigues). La reina Kàhina tractava bé els presoners àrabs i, fins i tot, en va adoptar un.
Degué ser llavors quan l'emperador Lleonci II va enviar una flota dirigida pel patrici Joan a reprendre Cartago (695). Mentre Hassan va romandre a Tripolitana tres anys, el 697, aliat amb alguns grups amazics enemistats amb la Kàhina, va passar a l'ofensiva. La primera batalla es va lliurar a Gabès vers 697, i Kàhina va ser derrotada; Cartago, evacuada pels seus defensors, fou recuperada per Hassan i una altra vegada devastada; llavors, els àrabs es van dirigir al darrer reducte rebel, l'Aurès. La reina Kàhina va fer servir la tàctica de la terra cremada, en una extensió desconeguda (els àrabs ho qualifiquen de cataclisme, però probablement fou una tàctica limitada) i això que era dissuasiu per als invasors, li va fer perdre el suport popular; la seva darrera batalla hauria estat al lloc que al-Maliki anomena Tarfa i que seria Tabarka (702 o 703?), on segons la tradició va morir en un lloc anomenat Bir al-Kahina (‘Pou de la Kàhina’), però M. Talbi (L'epopée de la Kahina, 1971) ho posa en dubte. La llegenda diu que la derrota en aquesta batalla final fou deguda a la traïció del seu fill adoptiu Khalid ibn Yazid (també apareix com Yazid ibn Khalid), un jove cap àrab acollit per la reina segons la tradició amaziga de l'anaya (‘protecció’), que es concedia a qui la demanava, que des del començament havia actuat com a espia per als àrabs. Una altra tradició diu que, amb tot perdut, la reina Kàhina va enviar els seus fills Ifran i Yezdia (l'un d'ascendència paterna amaziga i l'altre d'ascendència grega) al governador Hassan, però ella va continuar la lluita fins que fou capturada i decapitada a la rodalia d'El Djem i el seu cap enviat al califa. La data de la seva mort, per tant, no es pot fixar.
Per posar fi a la guerra, el nou governador d'Ifríqiya, Mussa ibn Nussayr, va exigir que es formés un exèrcit amazic de dotze mil soldats per conquerir l'Àndalus, exèrcit del qual Musa va nomenar cap Tariq ibn Ziyad, de la tribu zenata dels nefzaues; dos fills de Kàhina haurien rebut governs locals a l'Aurès com a premi al seu canvi de bàndol al darrer moment, aprovat per la mateixa reina.
Se li va erigir una estàtua a Khenchela, la seva suposada vila natal.